# IX Troféus Televisão TV 7 Dias
A 9.ª edição dos Troféus de Televisão da TV 7 Dias ocorreu a 10 de junho de 2018, no Cinema São Jorge.
O ator Pedro Barroso foi premiado em duas categorias, algo incomum nesta premiação. Depois de ter sido nomeada para Revelação do Ano em 2016 (prémio que venceu), a atriz e apresentadora Ana Sofia Martins voltou, inusitadamente, a ser indicada para o mesmo prémio neste ano.

## Nomeados e vencedores
| Melhor Telenovela | Melhor Ator Principal de Telenovela |
| --- | --- |
| - A Herdeira (TVI) - A Impostora (TVI) - Amor Maior (SIC) - Ouro Verde (TVI) - Paixão (SIC) | - Pedro Barroso – A Herdeira - Albano Jerónimo – Paixão (TVI) - Diogo Infante – Jogo Duplo (TVI) - Diogo Morgado – Ouro Verde (TVI) - Paulo Pires – A Herdeira (SIC) |
| Melhor Atriz Principal de Telenovela | Melhor Ator de Elenco Telenovela |
| - Fernanda Serrano – Jogo Duplo (TVI) - Ana Sofia Martins – Ouro Verde (TVI) - Inês Castel-Branco – Amor Maior (SIC) - Mariana Pacheco – Espelho d'Água (SIC) - Sara Prata – Jogo Duplo (TVI)                        | - Joaquim Horta – A Herdeira (TVI) - António Pedro Cerdeira – A Impostora (TVI) - João Reis – Paixão (SIC) - Luís Esparteiro – Ouro Verde (TVI) - Rogério Samora – Amor Maior (SIC) |
| Melhor Atriz de Elenco Telenovela | Melhor Música de Genérico |
| - Dina Félix da Costa – Ouro Verde (TVI) - Márcia Breia – O Sábio(RTP1) - Maria João Luís – Amor Maior (SIC) - Sandra Faleiro – A Impostora (TVI) - Victoria Guerra – Amor Maior (SIC)                               | - "A Impostora", interpretada por Aurea – A Impostora (TVI) - “Amor Maior”, interpretada por Paulo Gonzo e Raquel Tavares – Amor Maior (SIC) - "Haja o Que Houver", interpretada pelos Madredeus – O Sábio (RTP1) - “Clássico”, interpretada pelos The Gift – Rainha das Flores (SIC) - "Paixão", interpretada por HMB – Paixão (SIC) |
| Melhor Série | Melhor Comentador |
| - Donos Disto Tudo (RTP1) - Jacinta (TVI) - Madre Paula (RTP1) - Sim, Chef! (RTP1) - Vidago Palace (RTP1) | - Marques Mendes (SIC) - Francisco Louçã (SIC Notícias) - João Pereira Coutinho (CMTV) - Marques Mendes (SIC) - Rui Pereira (CMTV) |
| Melhor Ator de Série | Melhor Atriz de Série |
| - Pedro Barroso – Vidago Palace (RTP1) - Marco Horácio – Sim, Chef! (RTP1) - Miguel Guilherme – Sim, Chef! (RTP1) - Nuno Lopes – País Irmão (RTP1) - Paulo Pires – Vidago Palace (RTP1)                              | - Dalila Carmo – Jacinta (TVI) - Custódia Gallego – Vidago Palace (RTP1) - Margarida Marinho – Vidago Palace (RTP1) - Sandra Faleiro – Madre Paula (RTP1) - Victoria Guerra – País Irmão (RTP1) |
| Melhor Programa de Entretenimento | Melhor Ator/Atriz/Humorista |
| - The Voice Portugal (RTP1) - D'Improviso (SIC) - Got Talent Portugal (RTP1) - MasterChef Júnior (TVI) - Pesadelo na Cozinha (RTP1)                                                                                  | - Eduardo Madeira – Donos Disto Tudo (RTP1) - Ana Bola – Donos Disto Tudo (RTP1) - Joana Pais de Brito – Donos Disto Tudo (RTP1) - Joaquim Monchique – Donos Disto Tudo (RTP1) - Manuel Marques – Donos Disto Tudo (RTP1) |
| Melhor Talk Show | Melhor Apresentador |
| - Você na TV! (TVI) - A Tarde É Sua (TVI) - Alta Definição (SIC) - 5 para a Meia-Noite (RTP1) - Queridas Manhãs (SIC)                                                                                                | - Manuel Luís Goucha – Você na TV! (TVI) - César Mourão – D'Improviso (SIC) - Daniel Oliveira – Alta Definição (SIC) - Fernando Mendes – O Preço Certo (RTP1) - Vasco Palmeirim – The Voice Portugal (RTP1) |
| Melhor Apresentadora | Melhor Programa de Informação |
| - Fátima Lopes – A Tarde É Sua (TVI) - Catarina Furtado – The Voice Portugal (RTP1) - Cristina Ferreira – Você na TV! (TVI) - Filomena Cautela – 5 para a Meia-Noite (RTP1) - Júlia Pinheiro – Queridas Manhãs (SIC) | - E Se Fosse Consigo? (SIC) - Jornal da Noite (SIC) - Rua Segura (CMTV) - Sexta às 9 (RTP1) - Vidas Suspensas (SIC) |
| Melhor Jornalista/Apresentador | Melhor Jornalista/Apresentadora |
| - José Carlos Araújo – (TVI) - Bento Rodrigues (SIC) - João Moleira (SIC) - Pedro Mourinho (SIC) - Rodrigo Guedes de Carvalho (SIC)                                                                                  | - Clara de Sousa (SIC) - Ana Sofia Cardoso (TVI) - Judite Sousa (TVI) - Cristina Esteves (RTP) - Lurdes Baeta (TVI) |
| Melhor Reportagem/Documentário | Melhor Jornalista/Repórter |
| - O Segredo dos Deuses (TVI) - Assalto ao Castelo (SIC) - Falar no Feminino (RTP2) - O Tempo Que Faz (RTP1) - Para Onde Vai o Dinheiro da Raríssimas? (TVI)                                                          | - Ana Leal (TVI) - Alexandra Borges (TVI) - Cândida Pinto (SIC) - Judite França (TVI) - Pedro Coelho (SIC) |
| Melhor Programa Cultural | Melhor Programa Social |
| - Portugueses pelo Mundo (RTP1) - Cinebox (TVI) - Cinetendinha (SIC Radical) - Falar Global (CMTV) - Notícias do Meu País (CMTV)                                                                                     | - Passadeira Vermelha (SIC Caras) - Fama Show (SIC) - Passadeira Vermelha (SIC Caras) - Sociedade Recreativa (RTP1) - Tesouras e Tesouros (SIC Caras) |
| Melhor Programa Desportivo | Revelação do Ano |
| - MaisFutebol (TVI24) - O Dia Seguinte (SIC Notícias) - Play-Off (SIC Notícias) - Prolongamento (TVI24]) - Trio d'Ataque (RTP Informação)                                                                            | - Beatriz Frazão – Amor Maior (SIC) - Ana Sofia Martins – Nunca Digas Nunca (TVI) - \|Bárbara Lourenço – Rainha das Flores (SIC) - Inês Lopes Gonçalves – 5 para a Meia-Noite (RTP1) - Matilde Serrão – Paixão (SIC) e Jacinta (TVI)                                                                                                  |
| Personalidade do Ano TV | Prémio Mérito |
| - José Eduardo Martins (TVI) | - Jaime Marta Soares |
| Prémio Carreira e Prestígio | |
| - Lourdes Norberto | |